# VK 28.01
 (août 2024).
Le VK 28.01 est un char léger allemand. Il a été développé par la société Daimler-Benz en fin 1942
Il n'aura jamais dépassé le stade de planche à dessin.

## Développement
A l'origine, en 1943, le projet VK 28.01 était une demande du général Guderian qui visait à créer un véhicule polyvalent pour remplacer le Panzerkampfwagen IV. Il devait avoir un poids qui ne devait pas dépasser les
28 tonnes. Il a aussi une tourelle de Pz.IV modifiée avec un blindage frontal arrondit de 50mm.
Malheureusement, il n'a jamais quitté la planche a dessin car l'Allemagne Nazi perd de l'intérêt et manque de ressources pour de nombreux projets de char comme le VK 28.01.
Il y a aussi le problème du Troisième Reich qui perd l'initiative et donc, ils doivent mettre
fin a se projet devenant obsolète et coûteux.

## Jeux Vidéo
le VK 28.01 apparaît dans World of tanks et Wot Blitz, en tant que char léger polyvalent de Rang VI dans l'arbre technologique allemand.